# Xorides annulatus
Xorides annulatus là một loài tò vò trong họ Ichneumonidae.